# پوسته‌نشین‌ها
پوسته‌نشین‌ها (نام علمی: Scolytus) نام یک سرده از زیرخانواده سوسک‌های پوسته‌نشین است.